# Hendrik Koekoek
Hendrik Koekoek (Hollandscheveld, 22 mei 1912 – Bennekom, 8 februari 1987), bijgenaamd Boer Koekoek, was een Nederlands landbouwer en politicus. Namens de mede door hemzelf opgerichte Boerenpartij was hij van 1963 tot 1981 lid van de Tweede Kamer.

## Levensloop
Koekoek werd in 1912 in het Drentse Hollandscheveld geboren als zoon van de landbouwer Roelof Koekoek en Johanna Gort. Hij doorliep van 1918 tot 1924 de Christelijke Lagere School in zijn geboorteplaats. Over zijn militaire carrière is weinig bekend, maar hij was militair te Arnhem en gemobiliseerd nabij Wageningen. Op 18 september 1942 trouwde hij in Lienden met Theodora Geertruida (Doortje) van Zetten (1902-2002). Hij was toen landbouwer in Hoogeveen. Het echtpaar had geen kinderen.
Koekoek kreeg voor het eerst landelijke bekendheid door zijn strijd tegen het Landbouwschap. Hij was lijsttrekker van de NOU (Nederlandse Oppositie Unie) bij de Tweede Kamerverkiezingen 1956. Uit onvrede met het beleid van de CHU, waar hij tot dan toe lid van was geweest, richtte hij in 1958 samen met enkele anderen de Boerenpartij op. Hij was voorzitter van de Boerenpartij van 1959 tot 1981. Als lijsttrekker in 1963 kreeg hij de partij de Tweede Kamer in, daarbij geholpen door de Boerenopstand van maart dat jaar in Hollandscheveld. De steun van dagblad De Telegraaf speelde hierbij een grote rol.

### Tweede Kamerlid
In de Tweede Kamer was Koekoek als fractievoorzitter van de Boerenpartij een kleurrijk en markant lid. Als populair Kamerlid werd hij door andere leden stelselmatig op minzame wijze bejegend. Na diverse onderlinge verschillen in zijn fractie, kwamen er afscheidingen (onder andere de Groep Harmsen van Evert Jan Harmsen). Deze ruzies werden in de pers breed uitgemeten en smalend de "Boerenoorlog" genoemd. Breed bekend werden Koekoeks uitspraken: "ik krijg nooit geen beurt!" en "ik weet niet waar het over gaat, maar ik ben tegen." Tijdens zijn Kamerlidmaatschap werd hij geboycot bij onder andere commissievergaderingen. De Boerenpartij had eind jaren zeventig nog drie zetels in de Kamer (en 1 in de Eerste Kamer), maar ten slotte bleef Koekoek alleen over. De partij veranderde haar naam nog in Rechtse Volkspartij, maar dat hielp niet. Bij de Tweede Kamerverkiezingen 1981 ging ook de laatste zetel verloren.
Naast lid van de Tweede Kamer was Koekoek ook enige tijd lid van de Provinciale Staten van Gelderland en van de gemeenteraad van Ede.

### Affaires

Koekoek bij twee shetlanders, 1966

Tijdens de affaire-Adams (jaren zestig) beweerde Koekoek dat voormalige NSB'ers in diverse politieke partijen functies bekleedden, maar hij kon die bewering niet hard maken.
Deze aanvallen bereikten een hoogtepunt toen hij VVD-Tweede Kamerlid Roelof Zegering Hadders beschuldigde in de Tweede Wereldoorlog Engelse piloten te hebben verraden. De Tweede Kamer nam op 12 oktober 1966 een motie aan tegen Koekoek waarin hem werd verboden deze uitspraken te herhalen in de Tweede Kamer.
In 1966 spande zijn collega-Kamerlid Haya van Someren (VVD) een kort geding tegen hem aan, omdat Koekoek in het openbaar beweerd had dat zij deel had uitgemaakt van een nationaalsocialistische organisatie. De rechter verbood hem om deze beschuldiging in het openbaar te herhalen.
Een andere affaire die Koekoeks naam geen goed deed was de beschuldiging van dierenmishandeling toen een paar verwaarloosde pony's in een weiland van hem werden aangetroffen. Het dagblad De Telegraaf, dat hem politiek lange tijd had gesteund, begon zich tegen Koekoek te keren. Dit schandaal zou hem nog een tijd achtervolgen.
Toen hij bij zijn vertrek uit de Tweede Kamer in strijd met de gewoonte geen ridder in de Orde van de Nederlandse Leeuw werd, zei Wim Kan in zijn oudejaarsconference: Ze zullen Koekoek geen leeuw geven, hij kan niet eens voor een pony zorgen.
Politieke optredens kenmerkten zich vaak door eenvoud en duidelijkheid. Tijdens de Veronica-hoorzitting, zei hij tegen een KVP'er: "Weet U wel dat Uwe Zijne Heiligheid de Paus ook een illegale zender heeft?", waarmee hij doelde op het buiten de afspraken om uitzenden van Radio Vaticana.
Als gevolg van de affaires was boer Koekoek tijdens zijn politieke loopbaan een van de bekendste Kamerleden, naast Marcus Bakker (CPN) en freule Wttewaall van Stoetwegen (CHU).
Opmerkelijk was ook dat op een gegeven moment zijn electoraat al lang niet meer uitsluitend van het platteland afkomstig bleek, doordat de Boerenpartij, waarvan hij het boegbeeld was, steeds meer een algemene protestpartij werd, waartoe ook vele stadsbewoners zich aangetrokken voelden om hun ongenoegens over maatschappelijke veranderingen en de kloof tussen de gevestigde politieke partijen en de kiezer te uiten.

### Overlijden
Koekoek overleed in 1987 op 74-jarige leeftijd in zijn woonplaats Bennekom. Hij werd - na beraad - niet in de Tweede Kamer herdacht.

## Kerkelijke gezindte
Koekoek behoorde tot de orthodoxe richting binnen de Nederlandse Hervormde Kerk.

## Trivia

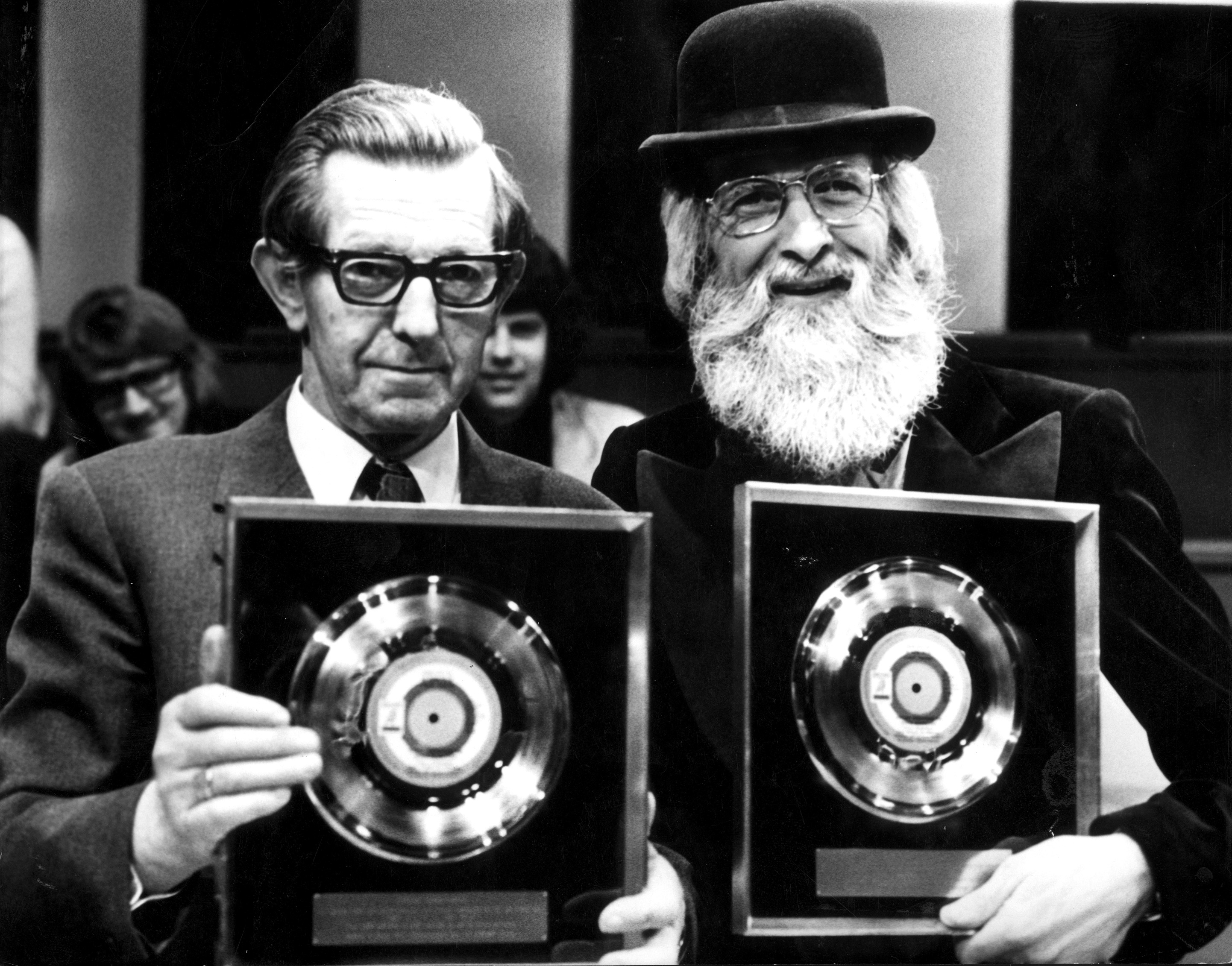
Hendrik Koekoek en Pierre Kartner (Vader Abraham) ontvangen op 20 februari 1974 een Gouden Plaat

- Nadat tijdens de zittingsperiode van het kabinet-Den Uyl de oliecrisis was uitgebroken schreef Pierre Kartner een liedje, Den Uyl is in den olie, op de melodie van "De uil zat in de olmen".[4] Kartner nam het liedje op onder zijn artiestennaam Vader Abraham en Koekoek mocht het refrein meezingen: koekoek, koekoek / Ja, Joop moet in den hoek / koekoek, koekoek / Ja, Joop krijgt voor z'n broek. Het liedje werd in februari 1974 een nummer 1-hit in de Veronica Top 40 en de Daverende Dertig. De plaat bleef er twee resp. één we(e)k(en) staan. Koekoek is hiermee het enige Tweede Kamerlid dat ooit op nummer 1 heeft gestaan en hij was met zijn 61 jaar de oudste die op nummer 1 kwam te staan.
- De weduwe van Koekoek is honderd jaar oud geworden.
- Zijn zwager Jan de Groote was Eerste Kamerlid.
- Boer Koekoek wordt in de serie Toen was geluk heel gewoon, in de aflevering "de Boerenpartij" (seizoen 9, aflevering 7) gespeeld door Bert Geurkink.